# Palpimanidae
Palpimanidae é uma família de aranhas araneomorfas, parte da superfamília Palpimanoidea, caracterizadas por terem apenas duas fieiras em lugar das habituais seis. O seu primeiro par de pernas são muito longas. Todas as espécies produzem seda não cribelada.

## Descrição

As aranhas da família Palpimanidae reconhecem-se facilmente pelas modificações do primeiro par de pernas, com a patela alargada, o fémur expandido em sentido dorsoventral e com uma escópula conspícua nas faces prolaterais das tíbias, metatarsos e tarsos.
A família tem distribuição natural na América do Sul, África, Sueste da Ásia, China.Algumas espécies ocorrem também na região do Mediterrâneo e uma no Uzbequistão.

## Sistemática
A família Palpimanidae inclui cerca de 130 espécies descritas repartidas por 15 géneros. São as seguintes as subfamílias e géneros incluídos:
- Chediminae
  - Badia Roewer, 1961 (Senegal)
  - Boagrius Simon, 1893 (África, Sul da Ásia)
  - Chedima Simon, 1873 (Marrocos)
  - Diaphorocellus Simon, 1893 (África)
  - Hybosida Simon, 1898 (África, Seicheles)
  - Sarascelis Simon, 1887 (África, Índia, Malásia)
  - Scelidocteus Simon, 1907 (África)
  - Scelidomachus Pocock, 1899 (Socotra)
  - Steriphopus Simon, 1887 (Myanmar, Seicheles, Sri Lanka)
- Otiothopinae Platnick, 1999
  - Anisaedus Simon, 1893 (América do Sul, África)
  - Fernandezina Birabén, 1951 (América do Sul)
  - Notiothops Platnick, Grismado & Ramírez, 1999 (Chile)
  - Otiothops MacLeay, 1839 (América do Sul, Cuba)
- Palpimaninae Thorell, 1870
  - Ikuma Lawrence, 1938 (Namíbia)
  - Palpimanus Dufour, 1820 (Mediterrâneo, África, América do Sul, Índia, Uzbequistão)